# Ilja Sergejewitsch Glasunow

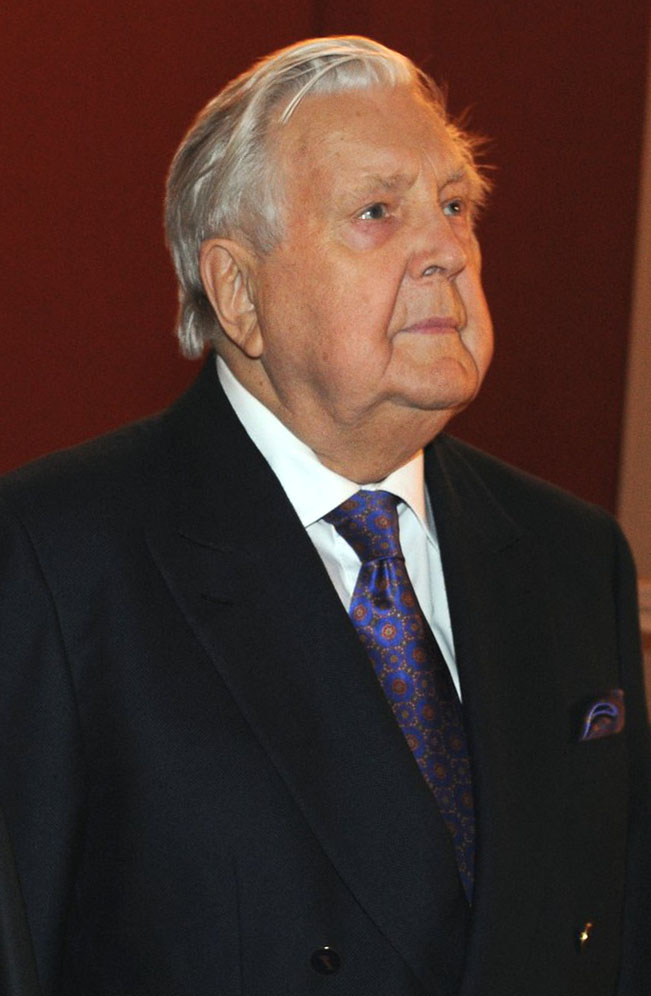
Ilja Glasunow (2015)

Ilja Sergejewitsch Glasunow (russisch Илья Сергеевич Глазунов; * 10. Juni 1930 in Leningrad; † 9. Juli 2017 in Moskau) war ein sowjetischer beziehungsweise russischer Maler.

## Leben
Sein Vater, Sergei Fjodorowitsch Glasunow, war Historiker. Im Alter von zwölf Jahren flüchtete Ilja Glasunow aus dem belagerten Leningrad auf der Straße des Lebens ins sowjetische Hinterland. Seine Mutter, geborene Flug, war die Tochter eines ehemaligen deutschen Fabrikanten. Sein Vater, seine Mutter und seine Großmutter sind während der Blockade gestorben. Nach dem Zweiten Weltkrieg kehrte Glasunows Familie nach Leningrad zurück. 1957 organisierte Glasunow in Moskau seine erste Ausstellung.
Seine Werke sind insbesondere durch den Einfluss von Ikonen und der religiösen Thematik der Orthodoxie gekennzeichnet. Glasunow beschäftigte sich mit historischen, literarischen und religiösen Themen. Zur Zeit der Sowjetunion bewegte er sich auch in Kreisen nationalistischer Dissidenten; während der Perestroika engagierte er sich in der radikal-nationalistischen Pamjat-Bewegung. Er war in der Folgezeit als Verfechter der Wiedereinführung der Monarchie bekannt und galt als einer der bedeutendsten lebenden Künstler Russlands.
1987 gründete er in Moskau eine Akademie für Malerei, Bildhauerei und Architektur, die er leitete und 2009 nach ihm benannt wurde.
Glasunow war ein Gegner der Demokratie und Befürworter der Ständeordnung, von Privilegien und Einschränkungen.
Nach Angabe seines Sprechers, Dmitri Peskow, habe Präsident Putin „eine lange Freundschaft mit dem Maler gepflegt“.
Ilja Glasunow verstarb am 9. Juli 2017 in Moskau.

## Internationale Kontakte
Glasunow nutzte seine Privilegien als sowjetischer Staatskünstler im Rahmen der politischen Möglichkeiten der damaligen Zeit, den Kultur-Dialog mit dem Westen und der DDR aufzubauen. Dabei war der Kontakt mit Intellektuellen und Künstlern in Westeuropa diskret zu führen. 1987 reiste Glasunow in Kenntnis von Michail Gorbatschow in die Bundesrepublik, um den Bildhauer Arno Breker zu besuchen. Bei diesem Treffen im Mai fertigte der Gast ein Porträt des um 30 Jahren älteren Bildhauers an. Dabei entstand ein Film-Dokument. Er interviewte den einstigen deutschen Staatsbildhauer Nr. 1 über seine Erlebnisse mit Josef Stalin, der Breker 1945 erneut in die Sowjetunion holen wollte.

## Auszeichnungen
- Volkskünstler der UdSSR
- Staatspreis der Russischen Föderation
- Verdienstorden für das Vaterland aller vier Klassen
- Der Asteroid (3616) Glazunov wurde nach ihm benannt